# Ding-a-dong
Ding-a-dong är låten som vann Eurovision Song Contest 1975. Låten tävlade för Nederländerna och framfördes av Teach-In.

## Listplaceringar
| Lista (1975)  | Topplacering |
| ------------- | ------------ |
| Nederländerna | 3            |
| Norge         | 1            |
| Schweiz       | 1            |

### Fotnoter
1. ↑  ”Listplacering”. http://dutchcharts.nl/showitem.asp?interpret=Teach+In&titel=Ding-A-Dong&cat=s. Läst 7 maj 2011.
2. ↑  ”Listplacering”. http://norwegiancharts.com/showitem.asp?interpret=Teach+In&titel=Ding-A-Dong&cat=s. Läst 7 maj 2011.
3. ↑  ”Listplacering”. http://hitparade.ch/showitem.asp?interpret=Teach+In&titel=Ding-A-Dong&cat=s. Läst 7 maj 2011.